# Sedlec-Prčice
Sedlec-Prčice è una città della Repubblica Ceca facente parte del distretto di Příbram, in Boemia Centrale.